# Bajo las ramas de los Udalas
Bajo Las Ramas De Los Udalas es una novela de la autora nigeriano-estadounidense Chinelo Okparanta escrita en 2015. Está ambientada en Nigeria en la década de 1960 y sigue la historia de Ijeoma, una niña que crece en una Nigeria devastada por la guerra y que debe aceptar su sexualidad y el conflicto que esto representa en la sociedad.
La novela está contada en primera persona desde el punto de vista de la protagonista, es decir, Ijeoma, y como tal, la historia se cuenta con su voz y perspectiva. quitar todo
La madre de Okparanta había visto morir a su padre de la misma manera durante la guerra civil de Nigeria que la protagonista de la novela ve morir a su padre, lo que se vincula con la forma en que la propia experiencia de vida real de Okparanta la ha influenciado en el contexto de la escritura de la novela.
La novela es la primera de Okparanta, después de su colección de cuentos Happiness, Like Water (2013), y ha recibido una recepción generalmente positiva desde su publicación en 2015. En 2016, como parte de los Premios Literarios Anuales Lambda, la novela ganó un premio a la "Mejor Ficción Lésbica".

## Trama
La novela comienza en la Nigeria de 1960, siguiendo la historia de Ijeoma, una joven que vive en un pequeño pueblo llamado Ojoto con su madre, Adaora, y su padre, Uzo, en plena Guerra Civil nigeriana.
Tras un ataque aéreo al principio de la novela, Ijeoma y su madre Adaora escapan ilesas, pero su padre es asesinado. Ijeoma queda al cuidado de Adaora. La muerte de Uzo afecta profundamente a la salud mental de Adaora, llevándola a un estado de trance. Finalmente, Adaora decide enviar a Ijeoma a la lejana ciudad de Nwewi, para vivir con amigos de la familia, bajo la idea de que es más seguro y lo correcto, aunque Ijeoma se resiste a mudarse debido al fuerte vínculo que tiene con su madre y su corta edad.
Ijeoma es acogida por un maestro de escuela, donde pronto conoce a Amina, quien se convierte en el objeto de su afecto. Lo ilícito de la relación y las dudas derivadas de las opiniones homófobas de la sociedad tensan su relación. Adaora, que visita con frecuencia a Ijeoma, empieza a darse cuenta del afecto que Ijeoma y Amina tienen la una por la otra y expresa su total desaprobación, citando la Biblia y haciendo que Ijeoma jure lealtad a Dios y, en última instancia, termine la relación y deje de tener sentimientos equivocados. Finalmente, Ijeoma es enviada de regreso a Ojoto para vivir nuevamente con Adaora mientras Amina permanece con el maestro de escuela. A partir de ese momento, la relación de Ijeoma con Amina se desvanece lentamente.
De regreso a su casa en Ojoto, Adaora se propone convertir a Ijeoma en heterosexual y predicar (desde la Biblia) que la homosexualidad está mal y que ella debe cambiar (volverse heterosexual) para corregirlo. Adaora predica que ninguna relación lésbica es correcta y que Ijeoma sentirá toda la fuerza de la ira de Dios si no cambia su forma de ser y pone fin a este estilo de vida. Al principio, Ijeoma se resiste a la fuerte influencia que ejerce su madre, pero finalmente sucumbe al poder de la Biblia e intenta cambiar y vivir una vida heterosexual.
Habiendo sucumbido a la predicación de la Biblia, Ijeoma adopta una nueva perspectiva heteronormativa sobre la vida y se casa con un hombre con el objetivo de parecer "normal" en la sociedad nigeriana. Sin embargo, finalmente conoce a otra mujer, Ndidi, de la que se enamora. Adaora finalmente se da cuenta del afecto entre los dos y una vez más grita repetidamente su desaprobación y objeción al amor de su hija por Ndidi. Poco después, Ijeoma encuentra a un hombre llamado Chibundu y, en última instancia, para hacer feliz a su madre y encajar en los estándares heteronormativos, se casa con él. No mucho tiempo después, los dos finalmente tienen un hijo juntos.
El matrimonio de Ijeoma y su relación con Chibundu finalmente empeoran cuando él encuentra algunas cartas de amor que Ijeoma tenía la intención de enviarle a Ndidi y la confronta por esto. Los dos terminan peleando y Ijeoma finalmente se da cuenta, a través de una reinterpretación crítica de la misma Biblia que Adaora ha usado para predicar la homofobia, que si Dios realmente ama a todos, entonces eso incluye a las personas de cualquier orientación sexual, como ella misma también. Ijeoma entonces decide abandonar el matrimonio con un hombre al que finalmente nunca amó ni por el que se sintió atraída.  La novela termina con una nota esperanzadora y más positiva, con Adaora también capaz de reinterpretar críticamente la misma Biblia que predicaba que la homosexualidad estaba equivocada, y finalmente concluye que Dios acepta a Ijeoma por quien es, poniendo fin a la tensión que plagó la relación madre-hija a lo largo de la novela.

## Temas
La novela aborda varios temas relacionados con la guerra, la familia, las relaciones madre-hija, la homosexualidad, la religión y el Bildungsroman .
Okparanta, en el contexto de la escritura de esta novela, se ha descrito a sí misma como "una defensora del amor", vinculándolo con el enfoque de la novela en la homosexualidad y llamando la atención sobre las relaciones entre personas del mismo sexo asociadas en ella.
Okparanta también ha hecho una importante referencia al tema de las mujeres, describiendo la novela como muy "orientada hacia las mujeres". Ella reitera además la importancia de la relación madre-hija de Ijeoma y Adaora en la novela, afirmando que "Esa familia, esa madre y esa hija, siempre serán madre e hija y tendrán que encontrar un camino incluso si siempre están peleando. Encontrarán una manera de coexistir. ”, la última oración de la cita hace referencia a que Adaora finalmente acepta la sexualidad de Ijeoma y que esta no se puede alterar.
La religión también ha sido vista como un tema importante en la novela en relación con la Biblia específicamente como catalizador detrás de la difícil situación de la comunidad gay nigeriana, y otro crítico señaló: "Una lectura estrecha de la Biblia, sugiere ella [Okparanta], es en parte culpable del trato cruel de Nigeria hacia la comunidad gay".
Otros críticos han destacado la importancia del Bildungsroman, es decir, el enfoque en el crecimiento psicológico y moral del personaje principal, Ijeoma, en su aceptación de sí misma y de su identidad homosexual en una sociedad hostil. Courtois comenta, en relación con Bildungsroman, cómo ser mujer también contribuiría a su viaje de autodescubrimiento y crecimiento, señalando que "Ijeoma se da cuenta de las limitaciones a su autoconstrucción que la sociedad le impone por ser mujer".

## Recepción crítica

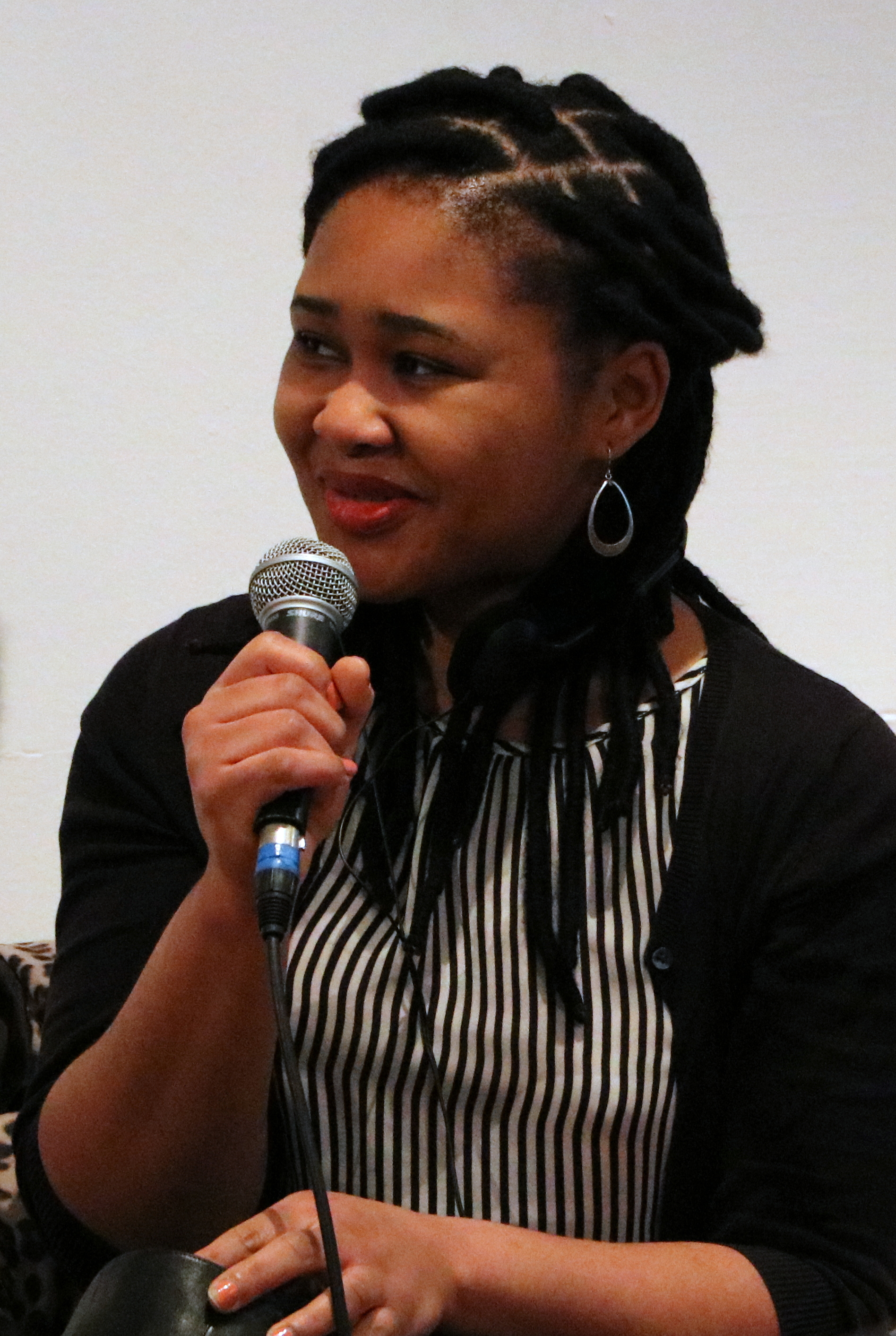
Chinelo Okparanta en 2018

La recepción crítica de Bajo las ramas de los Udalas ha sido generalmente positiva, elogiando la estructura de la prosa, el estilo de escritura y la discusión de los temas, mientras que algunas críticas más negativas han sido dirigidas por algunos lectores por no poder simpatizar con la difícil situación de los personajes LGBT en el contexto nigeriano.
Wisner (2015) ha descrito la novela como algo que superó sus expectativas, ya que "silenciosamente mina las expectativas de los lectores". Wisner (2015), en el contexto de los temas políticos dentro de la literatura, también elogió la novela por leerse naturalmente como un cuento, "a diferencia de otras, Bajo las ramas de los Udalas nunca se lee como un documento de posición o un discurso de protesta" (2015). Mientras tanto, Osinubi (2018) destaca tanto la importancia de la primera novela publicada de Opkaranta como los temas que aborda, ya que "hace intervenciones críticas en la historia literaria".
Mientras tanto, Geary ha elogiado el uso de la interseccionalidad en la novela, señalando que "sus intenciones de no limitar el enfoque a una mera historia lésbica se hacen evidentes". Geary elogió además la escenografía de la novela y su capacidad para comunicar el contexto cultural a un público occidental, señalando que "los lectores estadounidenses no tendrían una acumulación de información sobre el paisaje de Nigeria, ya sea geográfico o político, pero Okparanta la hace accesible a los lectores no nigerianos".
Sin embargo, la recepción negativa, en el contexto de una audiencia occidental, hizo difícil comprender la difícil situación de los personajes LGBT en Nigeria. Okparanta señaló que la recepción negativa hacia su novela giraba principalmente en torno a que algunos lectores occidentales no eran conscientes del clima anti-LGBT en Nigeria, con críticas como "hemos dejado eso atrás, la gente LGBTQ ya no lucha aquí (Estados Unidos) con eso", así como "África y Nigeria están muy atrasados". Aquí la gente ya puede casarse”.